# ميسون الإرياني
ميسون الإرياني (24 نوفمبر 1987)؛ كاتِبة وشاعرة يمنية. درست في جامعة صنعاء.

## سيرة
اكملت ميسون دراستها الابتدائبة في روسيا والثانوية في مدينة صنعاء، ودرست الأدب الإنجليزي في جامعة صنعاء، حيث حصلت على شهادة البكالوريوس عام 2009.
اشتغلت بعد تخرجها محررة في صحيفة «الثقافية»، محررة للصفحة الثقافية في صحيفة اليمن الجديد، محررة في صحيفة الديمقراطية، محررة في ملحق ألوان في صحيفة الجمهورية ومحررة السفير اللبنانية ولها مقالات ولقاءات مختلفة تم نشرها في القبس الكويتية وعدة صحف مجلات أخرى.

## مؤلفات
- 2009 – سأثقبُ بالعاشقين السماء (ديوان شعري) – دار فراديس للطباعة والنشر، البحرين.[2]
- 2010 – مَدَدْ (ديوان شعري) - [جائزة الدولة للشباب.
- 2013 – الموارب من الجنة (ديوان شعري) – دار عبادي للطباعة والنشر –131 صفحة من القطع المتوسط
- 2016 – حِيَـل (ديوان شعري) – دار مخطوطات[2][3] وتم إعادة طباعته عن طريق جائزة الدولة للشباب في 2017– 177 صفحة
- 2022 - مشاركة شعرية في مهرجان ليفربول الشعري ونصوص شعرية مترجمة للغة الإنجليزية للكتاب التي تم اصداره بعنوان «غد سيشرق» [4]
- قدم لها الدكتور عبد العزيز المقالح ديوانيها سأثقب بالعاشقين السماء والموارب من الجنة.
- نصوصا شعرية ضمن كتاب “بوسع قلبي: قصائد وقصص قصيرة جداً من العالم العربي” الصادر باللغة البولندية عن دار مينياتورا في مدينة كراكوف، العاصمة الثقافية لبولندا 2008م.[5]
- نصوص شعرية أخرى ضمن موسوعة “قلائد الذهب” لنماذج من الأدب العربي المعاصر الصادر في رومانيا، والمترجم لثلاث لغات.[5]

## التكريمات
- جائزة توليولا ريناتو فيلبي العالمية الإيطالية 2021 عن «حِيَلْ»[6]
- جائزة عبد العزيز المقالح لإبداع الأدبي 2013 عن «الموارب من الجنة»[2]

- جائزة رئيس الجمهورية للشباب- فئة الشعر بصنعاء 2010م عن «مَدَدْ»[2]

- الجائزة الأولى مسابقة الشعر 2007. جامعة صنعاء

- الجائزة الأولى مسابقة الشعر 2006 جامعة العلوم والتكنولوجيا.

- كُرمت عام 2010 من قبل شعراء بلا حدود.

## النقد
- كتب عنها محمد عبد الله المحجري، أستاذ الأدب والنقد المساعد - كلية العلوم الإدارية والإنسانية - جامعة العلوم والتكنولوجيا، بحثًا بعنوان «التشكيل الشعري عند ميسون الإرياني»[7]
- كتب عندها الناقد العراقي حاتم الصكر عنده مقالات منها ملامح شعرية في الخطاب النسوي في اليمن [8]
- وصفها رئيس تحرير اسبوعية صوت البلد في مقالة افتتاحية ب«ميسون الإرياني شاعرة تتعلق بالحب في زمن الحرب»[9]